# Åkerholmsträsket
Åkerholmsträsket är en sjö i Bodens kommun i Norrbotten och ingår i Alterälvens huvudavrinningsområde. Sjön har en area på 2,16 kvadratkilometer och ligger 152,1 meter över havet. Sjön avvattnas av vattendraget Alterälven.

## Delavrinningsområde
Åkerholmsträsket ingår i det delavrinningsområde (731982-173517) som SMHI kallar för Utloppet av Åkerholmsträsket. Medelhöjden är 205 meter över havet och ytan är 16,81 kvadratkilometer. Räknas de 4 avrinningsområdena uppströms in blir den ackumulerade arean 36,32 kvadratkilometer. Avrinningsområdets utflöde Alterälven mynnar i havet. Avrinningsområdet består mestadels av skog (79 procent). Avrinningsområdet har 2,17 kvadratkilometer vattenytor vilket ger det en sjöprocent på 12,9 procent.